# Фатіма аль-Фіхрі
Фатіма бінт Мухаммед Аль-Фігрія Аль-Курашія (араб. فاطمة بنت محمد الفهرية القرشية) була арабською мусульманкою, якій приписують заснування 859 року найстарішого освітнього закладу в світі, Університету Аль-Карауїн у Фесі, Марокко, що досі діє.

## Раннє життя

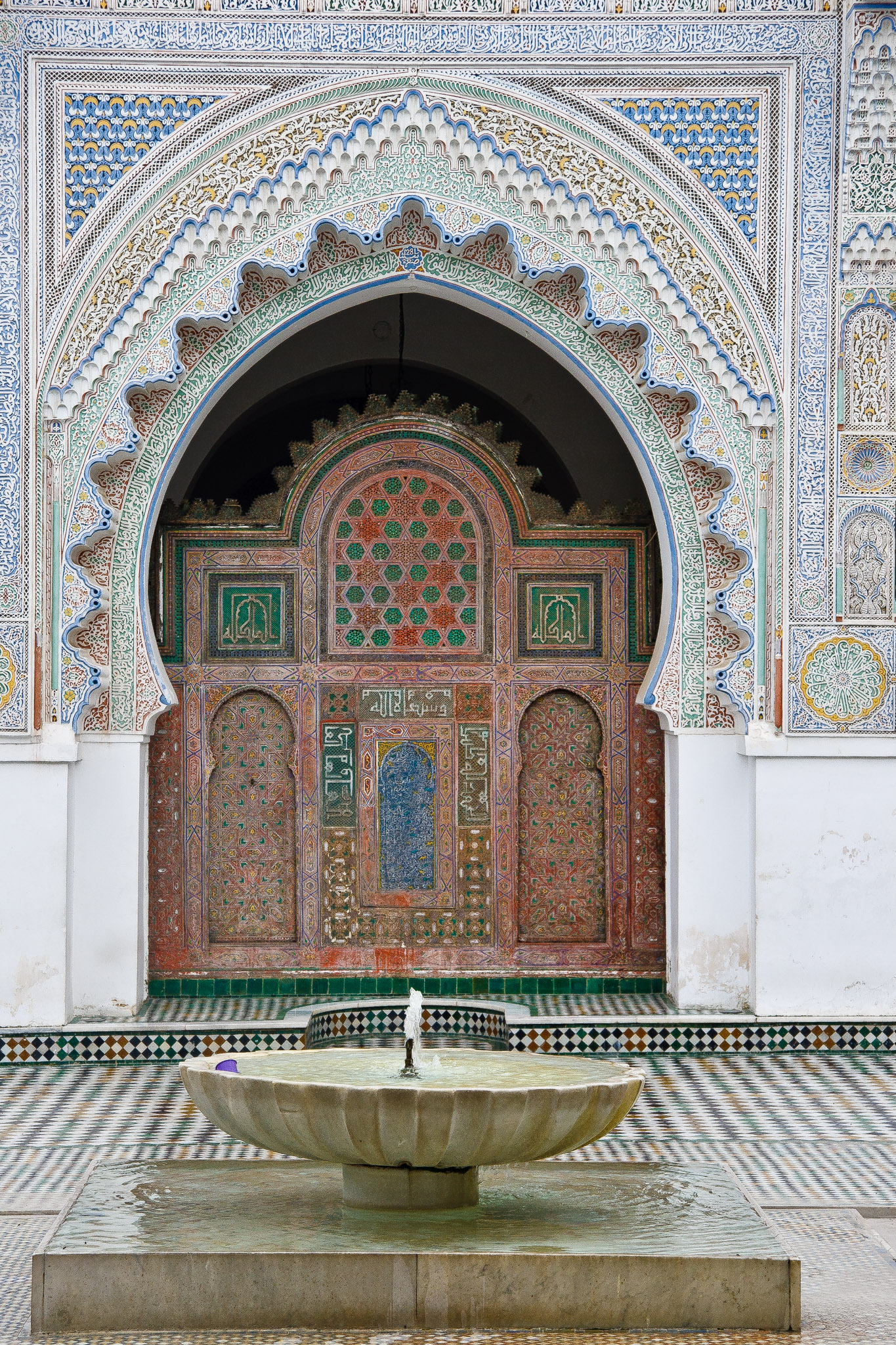
Мечеть і університет Карауін.

Фатіма народилась 800 року н. е. Із сестрою Марьям відвідували школу і кожна отримала освіту. Марьям була спонсором мечеті Аль-Андалус, також у Фесі. Обидві були частиною традиції жінок-засновниць мечетей. Сім'я мігрувала до Феса з міста Кайруан (сучасний Туніс), який дав назву мечеті і медресе, яку вона заснувала. Хоча її сім'я не стала заможною, її батько, Мухаммед аль-Фігрі, став успішним торговцем і отримав багатство від роботи в Фесі. У дитинстві вона вивчила ісламську юриспруденцію Фікх і вивчала хадиси, записи і праці пророка Мухаммеда.

## Заснування Аль-Карауїну
Коли батько Фатіми помер, він залишив свої гроші їй і її сестрі. Фатіма використала свою спадщину для створення університету Аль-Карауїн. Спочатку це була мечеть на 22 тис. вірян, але пізніше це місце поклоніння перетворилося на місце освіти. Медресе засноване Фатімою працює до цих пір як Університет Аль-Карауїн. Це найстаріший діючий навчальний заклад у світі, який іноді називають найстарішим у світі університетом, будучи першою установою, що присуджує ступені, що свідчать про різні рівні навчання. Запропоновані курси включають ісламські дослідження, математику, граматику і медицину. Мечеть також діє і є однією з найбільших у Північній Африці.
Бібліотека Аль-Фігрі, заснована в університеті, є найстарішою бібліотекою світу. Канадсько-марокканський архітектор Азіза Чауні відновила бібліотеку і знову відкрила її для громадськості у травні 2016 року. Колекція бібліотеки, що складається з понад 4000 рукописів, включає Коран 9-го століття і найдавнішу колекцію хадисів.

## Смерть
Фатіма померла 880 року. Вона керувала бібліотекою та університетом двадцять чотири роки.

## Подальше читання
- Kairaouine Mosque, Fes. Sacred Destinations.
- The Al-Qarawiyyin Mosque. Morocco.com.